# Vanheerdea
Vanheerdea is een geslacht uit de ijskruidfamilie (Aizoaceae). De soorten komen voor in de Kaapprovincie in Zuid-Afrika.

## Soorten
- Vanheerdea divergens (L.Bolus) L.Bolus ex S.A.Hammer
- Vanheerdea primosii (L.Bolus) L.Bolus ex H.E.K.Hartmann
- Vanheerdea roodiae (N.E.Br.) L.Bolus ex H.E.K.Hartmann

... · 
Antimima · 
Argyroderma · 
Carpobrotus · 
Disphyma · 
Dorotheanthus · 
Gibbaeum · 
Lapidaria · 
Lithops · 
Mesembryanthemum · 
Sceletium · 
Tetragonia · 
...